# Folke Bohlin (seglare)
Folke Ivar Reinhold Bohlin, född 20 mars 1906 i Göteborg, död 12 juni 1972 i Västra Frölunda, var en svensk seglare.
Bohlin seglade för Göteborgs KSS. Han blev olympisk silvermedaljör i London 1948
och olympisk guldmedaljör i Melbourne 1956.
Folke Bohlin är begravd på Västra kyrkogården i Göteborg.